# 西爾薇與布魯諾
西爾薇與布魯諾是路易斯·卡羅一生最後出版的小說。1889年第一版出版，而第二集西爾薇與布魯諾完結篇1893年出版。兩集都由Harry Furniss繪製插畫。
小說主要有兩套情節：第一情節是設定在出版時的現實時空 （維多利亞時期），另一套情節發生在名為Fairyland的奇幻世界。後者的情節主要有很多廢話元素和詩歌的童話故事，類似卡羅的另一本書愛麗絲系列。設定為維多利亞時期英國的故事是社會小說劇中人物討論多樣的概念，以及關於宗教、社會、哲學以及道德。

## 相關文獻
- Carroll, Lewis. . Gramercy Books. 1982. ISBN 0-517-14781-5.
- Carroll, Lewis. Ray Dyer , 编. . Kibworth: Trouvador. 2015. ISBN 978-1-78462-397-5.

## 外部連結
- Sylvie and Bruno (Volume 1) - 古腾堡计划
- Sylvie and Bruno Concluded (1893 text)
- Sylvie and Bruno Concluded (PDF of 1893 edition)
- LibriVox中的公有领域有声书《Sylvie and Bruno》
- The Genesis of Sylvie and Bruno: from chaos to cosmos[永久]
- "Dodgson's Dodges": On Sylvie and Bruno（页面存档备份，存于）